# Ревелло
Ревелло (итал. Revello) — коммуна в Италии, располагается в регионе Пьемонт, в провинции Кунео.
Население составляет 4226 человек (2008 г.), плотность населения составляет 80 чел./км². Занимает площадь 53 км². Почтовый индекс — 12036. Телефонный код — 0175.
Покровителями населённого пункта считаются святой Рох и священномученик Власий Севастийский (San Biagio), празднование 5 февраля.

## Демография
Динамика населения:

## Города-побратимы
- Посо-дель-Молье, Аргентина

## Администрация коммуны
- Официальный сайт: http://www.comune.revello.cn.it/